# 金兰街道
金兰街道，原为护家乡，是中华人民共和国四川省泸州市古蔺县下辖的一个乡镇级行政单位。2020年6月9日，撤销护家镇，设立金兰街道，以原护家镇和原古蔺镇东城社区、城北街社区、东新街社区、火星村、广惠村、朝阳村、金山村、北朝村、青阳村、玉田村、王堂村、头道河村所属行政区域为金兰街道的行政区域。

## 行政区划
金兰街道下辖以下地区：
护家街社区、中坝村、兴阳村、新店子村、天堂村、锅厂村、凤田村、农场村、桂香村和红响村。